# Logan Hanneman
Logan Hanneman est un fondeur américain, né le 2 juin 1993 à Fairbanks.

## Biographie
S'entraînant au club de l'université de l'Alaska Pacific, il court au niveau national à partir de 2010 et fait ses débuts avec l'équipe nationale aux Championnats du monde junior d'Erzurum en 2012.
Hanneman gagne sa première manche dans l'US Super Tour en fin d'année 2015 lors d'un sprint, avant de se classer quinzième aux Championnats du monde des moins de 23 ans en Roumanie.
En janvier 2018, il prend part à sa première course en Coupe du monde au sprint de Planica (34e).
Il participe ensuite aux Jeux olympiques de Pyeongchang, où pour sa seule épreuve, il se classe 40e du sprint classique.
En février 2019, il passe pour la première fois des qualifications en phase finales dans l'élite pour terminer 27e du sprint libre de Cogne et marquer ses premiers points dans la Coupe du monde. Juste après, pour ses débuts en championnat du monde à Seefeld, il améliore ce résultat d'une place sur le sprint libre. Lors de la saison suivante,  meilleur résultat est 18e du sprint de Val di Fiemme. En décembre 2020, l'Américain atteint sa première demi-finale en Coupe du monde, pour finir neuvième sur le sprint libre de Davos.
Son frère, Reese, est aussi un fondeur de haut niveau.

## Palmarès

### Jeux olympiques
| Épreuve / Édition   | Sprint                           | Sprint    | 15 km | 15 km                            | Skiathlon 2 × 15 km | 50 km | Relais | Relais    |
| Épreuve / Édition   | libre                            | classique | libre | classique                        | Skiathlon 2 × 15 km | 50 km | Sprint | 4 × 10 km |
| JO 2018 Pyeongchang | Épreuve inexistante à cette date | 40e       | -     | Épreuve inexistante à cette date | -                   | —     | -      | —         |

Légende :
- : pas d'épreuve
- — : Non disputée par Hanneman

### Championnats du monde
| Épreuve / Édition        | Sprint                           | Sprint                           | 15 km                            | 15 km                            | Skiathlon 2 × 15 km | 50 km | Relais | Relais    |
| Épreuve / Édition        | libre                            | classique                        | libre                            | classique                        | Skiathlon 2 × 15 km | 50 km | Sprint | 4 × 10 km |
| Mondiaux 2019 Seefeld    | 26e                              | Épreuve inexistante à cette date | Épreuve inexistante à cette date | -                                | —                   | -     | -      | -         |
| Mondiaux 2021 Oberstdorf | Épreuve inexistante à cette date | 39e                              | -                                | Épreuve inexistante à cette date | —                   | -     | -      | -         |

Légende :
- : pas d'épreuve
- — : Non disputée par Hanneman

### Coupe du monde
- Meilleur classement général : 71e en 2021.
- Meilleur résultat individuel : 9e.

#### Classements détaillés
| Saison / Épreuve | Saison / Épreuve | Général | Général | Distance | Distance | Sprint | Sprint |
| Saison / Épreuve | Saison / Épreuve | Class.  | Points  | Class.   | Points   | Class. | Points |
| ---------------- | ---------------- | ------- | ------- | -------- | -------- | ------ | ------ |
| 2019             | 2019             | 124e    | 10      | -        | -        | 72e    | 10     |
| 2020             | 2020             | 83e     | 36      | -        | -        | 49e    | 31     |
| 2021             | 2021             | 71e     | 54      | -        | -        | 29e    | 54     |